# Czeski fousek

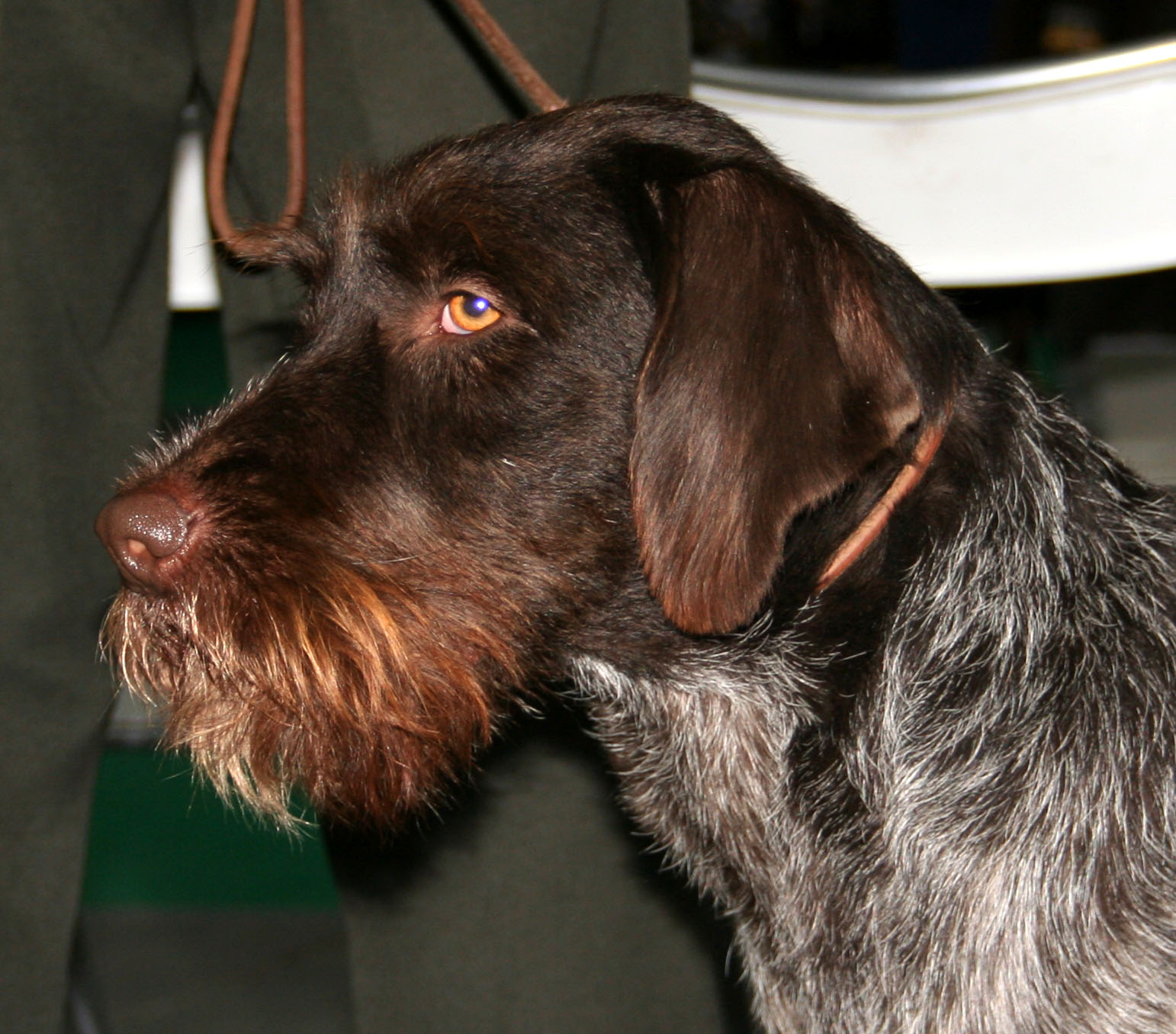
Głowa czeskiego fouska, zdjęcie wykonano podczas Światowej Wystawy Psów Rasowych w Poznaniu.

Czeski fousek (cz. Český fousek) – pochodząca z Czech rasa wszechstronnie użytkowych psów myśliwskich z grupy wyżłów, znana też pod nazwą wyżeł czeski szorstkowłosy. Podlega próbom pracy.

## Rys historyczny
Pierwszy zapis mówiący o czeskim psie canis bohemicus pochodzi z roku 1348, z czasów panowania Karola IV Luksemburskiego, a wzmianka dotyczy podarku króla dla margrabiego brandenburskiego Ludwika, którym było kilka psów myśliwskich. Pierwsze wizerunki ówczesnego czeskiego psa myśliwskiego pochodzą już z roku 1520.
Do roku 1882 odmiana nosiła nazwę czeski pies, w latach 1882-1896 czeski wyżeł, zaś po roku 1896 czeski fousek. Właśnie w 1896 powstaje w Písku stowarzyszenie hodowców rasy, działające do czasów I wojny światowej. Po raz pierwszy wystawiono fouska w roku 1905 na wystawie w Wiedniu i otrzymał tam on tytuł championa. I wojna światowa spowodowała znaczny regres hodowli, do tego stopnia, że rasa stanęła na granicy zagłady. Rozpoczęto proces regeneracji fouska z obcej krwi, sprawdzając uprzednio pochodzenie psów kierowanych do hodowli na podstawie ksiąg rodowodowych (w Austrii fouski rejestrowane były jako wyżły niemieckie szorstkowłose), a jedynym, który nie korzystał w hodowli z psów z importu był Hostička, który uratował rasę od wyginięcia. W 1924 w Czechosłowacji powstał Klub Hodowców Czeskiego Fouska, który działa do dziś. II wojna światowa nie dotknęła rasy, a w 1949 na wystawie w Pradze po raz pierwszy zaprezentowano fouska w pokaźnej ilości. 21 maja 1963 wzorzec rasy został zatwierdzony przez FCI.

## Wygląd

### Budowa
- Głowa: nieco wąska i długa, kufa trochę dłuższa do mózgowiowej części głowy (ewenement wśród wyżłów i jeden ze znaków rozpoznawczych), krawędź czołowa umiarkowana, ale wyraźnie zaznaczona (drugi znak rozpoznawczy), grzbiet nosa nieco wysklepiony. Barwa nosa zawsze ciemnobrązowa.
- Tułów: klatka piersiowa owalna, z dobrze rozwiniętą dolną częścią. Kłąb wyraźnie zaznaczony, grzbiet krótki, zad miernie spadzisty, ogon kopiowany.
- Kończyny przednie: łopatki dobrze umięśnione i ukośnie osadzone, z ramionami tworzą kąty otwarte. Podramię pionowe, śródręcze krótkie, pionowo ustawione. Łapy zaopatrzone w pazury koloru ciemniejszego lub czarnego.
- Kończyny tylne: uda szerokie, podudzie skierowane skośnie ku tyłowi, staw skokowy nie za wysoki, śródstopie prawie pionowo ustawione. Ewentualne wilcze pazury muszą zostać usunięte.
  - Ruch: mechanika regularna w kroku i kłusie, linia grzbietu w ruchu niezmieniona, a ślady łap i stóp pokrywają się w kłusie.

### Szata
Składają się na nią trzy rodzaje włosów: miękkie i gęste włosy podszerstka długości 1,5 cm, zapobiegające przenikaniu wody (liniejące w lecie), twarde i elastyczne włosy pokrywowe długości 3–4 cm oraz twarde i proste włosy szczeciniaste długości 5–7 cm. Włos na przedniej stronie nóg jest krótszy, a na tylnej dłuższy, układający się w tzw. pióro. U dołu policzków i na faflach włosy tworzą charakterystyczną brodę.

### Umaszczenie
Ciemnodropiate z brązowymi łatami lub bez. Brązowe z oszronieniem przedpiersia oraz dolnych partii nóg przednich, bądź też całkowicie brązowe bez znaczeń.

## Zachowanie i charakter
Czeski fousek mimo wrodzonej ciętości na drapieżniki jest łatwy w prowadzeniu i bardzo przywiązuje się do właściciela. Rasa silna i wytrwała.

## Użytkowość
Pies wyłącznie myśliwski, wszechstronnie użytkowy, z wrodzonym talentem do pracy w polu, na wodzie i w lesie. Czeski fousek musi pracować, nie nadaje się więc na psa towarzyszącego. Psy tej rasy biorą udział w próbach polowych, imprezą tego typu jest Memoriał Karla Podhajskiego, odbywający się co roku w Czechach.

## Zdrowie i pielęgnacja
Rasa nie posiada predyspozycji do konkretnych chorób. Konieczne jest codzienne szczotkowanie i czesanie okrywy oraz dużo ruchu.

## Popularność
Czeski fousek, ze względu na swoje pochodzenie, jest popularną rasą wśród myśliwych w Czechach, gdzie w obecnej chwili klub rasy posiada powyżej 1000 zarejestrowanych członków. Do Polski pierwsze egzemplarze sprowadził Erwin Dembiniok w 1964 roku. Od tego momentu ich popularność stopniowo rosła. Obecnie czeski fousek jest ulubionym psem myśliwych z Warszawy i województwa lubelskiego, a polskie psy mogą poszczycić się wieloma tytułami interchampionów.